# 여름 (축구 선수)
여름(1989년 6월 22일 ~ )은 대한민국의 축구 선수이며 포지션은 미드필더이다. 현 부산 아이파크에서 활약하고 있다.

## 클럽 경력
2012 K리그 드래프트를 통해 번외 지명으로 광주 FC에 입단하였으나 데뷔 시즌엔 데뷔전을 치르지 못하였다. 팀이 K리그 챌린지로 강등된 후인 2013년, 남기일 감독 대행의 눈에 들어 주전 자리를 잡아가기 시작하였고 9월 15일 FC 안양과의 리그 경기에선 리그 데뷔골을 터뜨리기도 하였다.
K리그 클래식으로 승격한 2015 시즌엔 주장 임선영이 부상으로 이탈하자 주장 역할을 부여받는 등 팀의 핵심 선수로 활약하며 리그 31경기에 출전하여 1골 2도움을 기록하였다. 이 1골을 기록한 후 선보인 백덤블링 셀러브레이션은 6월 K리그 이달의 골 셀러브레이션 상을 수상하는 등 화제가 되었다. 2016 시즌을 앞두고 팀의 공식 부주장으로 선임되었다.
2021 시즌을 앞두고, 광주를 떠나 윤보상과의 트레이드를 통해 제주 유나이티드로 이적했다.
2021년 7월 20일, 홍준호와의 트레이드를 통해 FC 서울에 입단하였다.
2022년 1월 2일에 인천 유나이티드로 이적하였다.

## 수상 내역

### 클럽
광주 FC
- K리그2 우승: 2019